# Rio Judeu
Rio Judeu é um pequeno rio que nasce em Fernão Ferro (Seixal) e desagua na Baía do Seixal, atravessando assim quase todo o concelho (não entra nas freguesias de Corroios e Paio Pires) até chegar ao Rio Tejo, percorrendo uma distância de 8 Km, apenas exiguamente tocando na Freguesia de Corroios na Ponta dos Corvos (parte Integrante da Freguesia de Corroios), que divide a Foz do Rio Judeu a Leste-Sudeste e o Rio Tejo a Norte, no Limite Leste do Sapal de Corroios.. 
O rio recebeu o nome do antigo possuidor da Quinta da Amora, Judeu David Negro. 
Este rio ao longo do tempo recebeu várias designações como Rio do Seixal, Saco do Seixal, rio Judeu e Baía do Seixal, sendo que a Baía do Seixal mais não é do que a Foz do Rio Judeu.